# Jens Weidmann

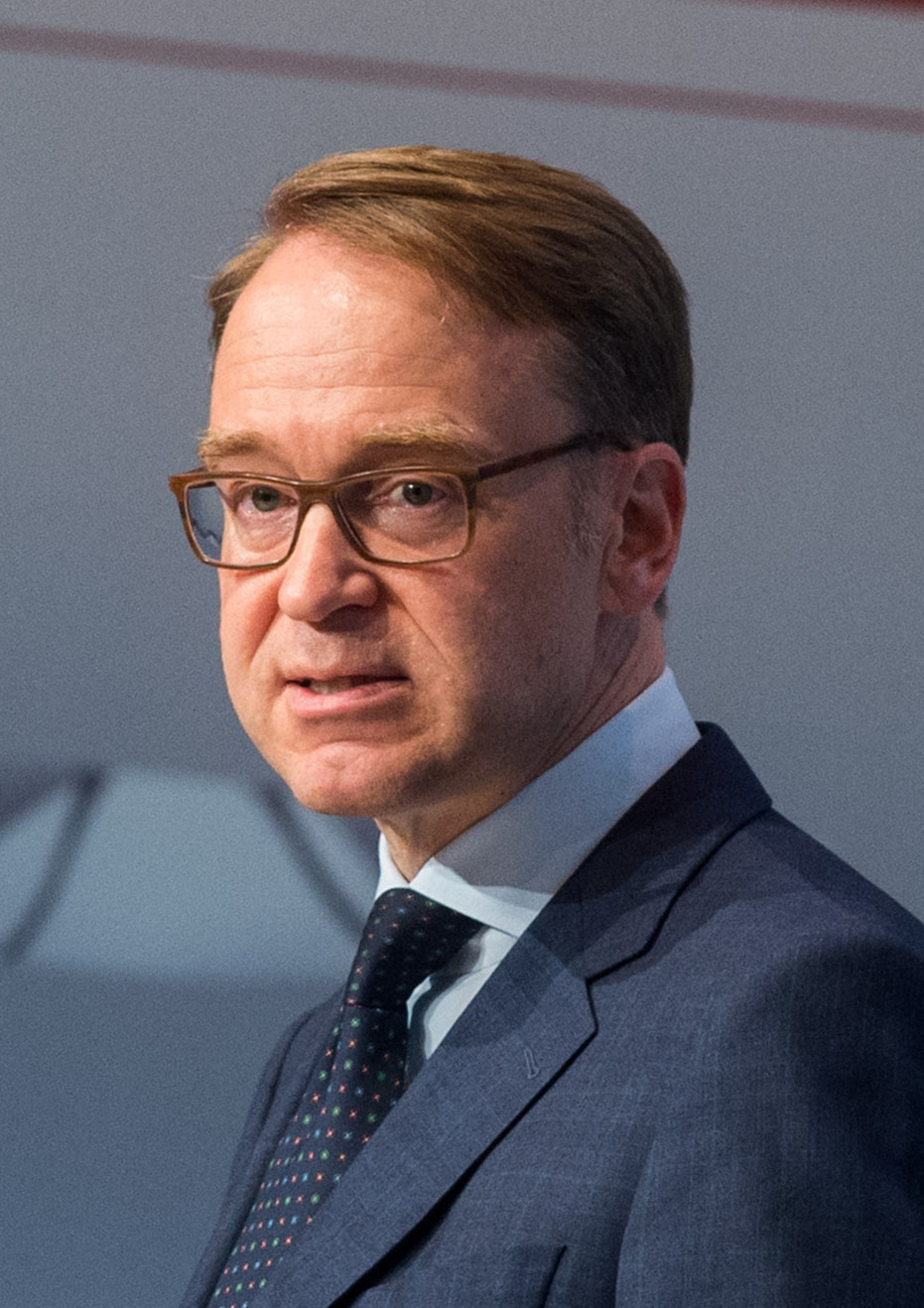
Jens Weidmann (2017)

Jens Weidmann (* 20. April 1968 in Solingen) ist ein deutscher Volkswirt. Er war von 2011 bis 2021 Präsident der Deutschen Bundesbank. Von 2015 bis 2022 war er zudem Vorsitzender des Verwaltungsrats der Bank für Internationalen Zahlungsausgleich in Basel. Als Präsident der Deutschen Bundesbank war er Mitglied des EZB-Rates.

## Ausbildung
1987 erlangte Weidmann sein Abitur am Gymnasium in der Taus in Backnang, Baden-Württemberg. Danach studierte er Volkswirtschaftslehre an der Rheinischen Friedrich-Wilhelms-Universität Bonn. Dabei absolvierte er Praktika im deutschen Wirtschaftsministerium, in der Banque de France und in der Zentralbank von Ruanda.
Die Arbeit an seiner Dissertation begann er 1993 bei dem Mannheimer Ökonomen Roland Vaubel, unterbrach sie dort nach einem Jahr und setzte sie bei dem Geldtheoretiker Manfred J. M. Neumann an der Universität Bonn fort, wo er 1997 zum Dr. rer. pol. promoviert wurde. Zweitgutachter war der spätere Bundesbankpräsident Axel A. Weber, damals Professor in Bonn.

## Berufliche Tätigkeit
Von 1997 bis 1999 arbeitete er beim Internationalen Währungsfonds (IWF). Anschließend wurde er Generalsekretär des Sachverständigenrats zur Begutachtung der gesamtwirtschaftlichen Entwicklung. Nachdem Axel Weber, der seit 2002 Mitglied des Sachverständigenrats war, 2004 zum Bundesbankpräsidenten ernannt wurde, berief er Jens Weidmann zu seinem Abteilungsleiter für Geldpolitik und monetäre Analyse und später zum stellvertretenden Leiter des Zentralbereichs Volkswirtschaft. 2006 berief Bundeskanzlerin Angela Merkel Jens Weidmann im Amt eines Ministerialdirektors zum Leiter der Abteilung IV (Wirtschafts- und Finanzpolitik) im Bundeskanzleramt. Nachdem Weidmann bereits die Verantwortung für die inhaltliche und strategische Vorbereitung der G20-Runde innehatte, übertrug ihm die Bundeskanzlerin im Dezember 2009 zusätzlich die Rolle des G8-Chefunterhändlers („Sherpa“).
Im Februar 2011 gab Angela Merkel seine Berufung zum Präsidenten der Deutschen Bundesbank – und damit bisher jüngster Amtsinhaber – als Nachfolger von Axel Weber bekannt. Die Ernennungsurkunde erhielt er am 29. April 2011 vom damaligen Bundespräsidenten Christian Wulff.
In seiner Antrittsrede stellte er fest:

„In der Geldpolitik geht es um den Ausstieg aus den krisenbedingten Sondermaßnahmen sowie um eine klare Trennung der Verantwortlichkeiten von Geld- und Fiskalpolitik.“

Seitdem beschäftigt die griechische Finanzkrise die europäische Politik, die Politik einzelner Länder der Eurozone, die EZB und die Notenbanken in hohem Maße.

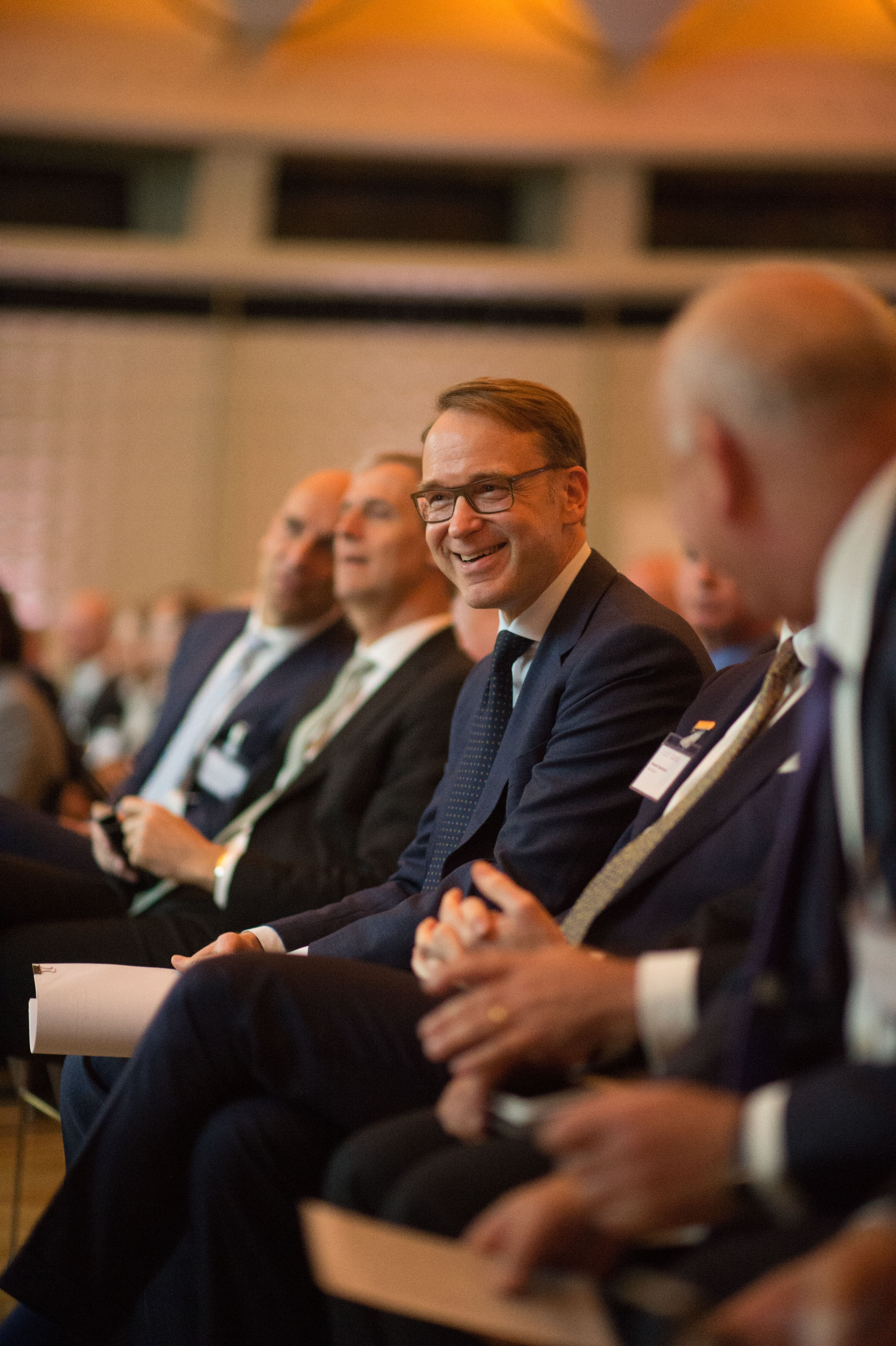
Jens Weidmann (2017)

Im Juli 2011 äußerte Weidmann in der Zeit deutliche Kritik an der deutschen Politik und sprach sich gegen den Aufkauf von Staatsanleihen durch den europäischen Rettungsfonds aus. Im September 2011 distanzierte sich Weidmann von der Krisenpolitik der Europäischen Zentralbank EZB, die mit ihren geldpolitischen Maßnahmen zur Beruhigung der Märkte beträchtliche Risiken in ihre Bilanz genommen habe, für welche mit 27 Prozent der deutsche Steuerzahler gerade stehen müsse. Vor dem Haushaltsausschuss des Bundestages kritisierte Weidmann die Aufstockung des Garantierahmens für den EFSF auf 780 Milliarden Euro. Im Februar 2012 warnte Weidmann vor den wachsenden Risiken innerhalb des Euronotenbanksystems Target 2 und schlug eine stärkere Besicherung der Forderungen vor, die gegenüber den finanzschwachen Notenbanken in Euroländern einen Wert von mehr als 800 Milliarden Euro (davon allein für die deutsche Bundesbank ca. 500 Milliarden Euro) erreicht hatten. Die Anforderungen an die Sicherheiten waren auf Grund der Finanzkrise durch einen Beschluss des EZB-Rates abgebaut worden.
Im Juni 2012 wies er die Forderung des italienischen Premiers Mario Monti zurück, Italien solle Milliarden aus den Euro-Rettungsschirmen EFSF und ESM erhalten, ohne die dafür vorgesehenen Auflagen zu erfüllen:

„Der Vorschlag Montis läuft auf eine durch die EU-Verträge verbotene Staatsfinanzierung durch die Notenpresse hinaus.“

Im September 2012 votierte Weidmann in der EZB-Ratssitzung als Einziger mit „Nein“ gegen den Beschluss der EZB, unter bestimmten Bedingungen unbegrenzt Staatsanleihen der Mitgliedsländer kaufen zu wollen. Das Vorgehen der EZB sei zu nah an einer Staatsfinanzierung und verteile erhebliche Risiken zwischen den Steuerzahlern verschiedener Länder. Weidmann forderte eine öffentliche Debatte zum Aufkauf von Staatsanleihen. Diese wird vom Finanzminister Deutschlands abgelehnt.
Am 11. und 12. Juni 2013 verhandelte das Bundesverfassungsgericht; dabei wurden unter anderem Weidmann und Jörg Asmussen befragt.
Im September 2014 wies Weidmann auf Risiken der EZB-Politik (v. a. Niedrigzinsen und Ankauf von Pfandbriefen) sowie von Kreditpaketen (Asset Backed Securities/ABS) hin. Er wandte sich aber gegen eine vorzeitige Beendigung des einmal beschlossenen Ankaufprogramms. Mitte April 2015 gab es im EZB-Rat keine Stimme gegen das Ankaufprogramm.
Im Dezember 2014 kritisiert Weidmann die EU-Kommission, die sieben Ländern, die 2015 zu viele Schulden aufnehmen wollen, mehr Zeit einräumte, um ihre Haushalte in Einklang mit den Defizitkriterien zu bringen: die Finanzkrise habe gezeigt, wie wichtig es sei, die Spielregeln einzuhalten.
Vom 1. November 2015 bis zum 1. Januar 2022 war er Vorsitzender des Verwaltungsrats der Bank für Internationalen Zahlungsausgleich in Basel.
Im Zuge des Urteils des Bundesverfassungsgerichts zum Staatsanleihenkaufprogramm der EZB (PSPP) geriet Weidmann als Präsident der Deutschen Bundesbank in Zugzwang, Stellung zu den Wertpapierkaufprogrammen des Eurosystems zu nehmen und sicherte zu, fortan im Finanzausschuss des Bundestags die geldpolitischen Entscheidungen der EZB zu erklären.
Im Oktober 2021 kündigte er drei Wochen nach der Bundestagswahl 2021 seinen Rücktritt als Präsident der Bundesbank zum 31. Dezember 2021 aus persönlichen Gründen an.
Am 31. Mai 2023 wurde Jens Weidmann zum Vorsitzenden des Aufsichtsrats der Commerzbank gewählt und löste in dieser Funktion Helmut Gottschalk ab.

## Rezeption
Weidmann galt als Vertreter einer restriktiven Geldpolitik. Seine Ansichten wurden ab 2012 kontrovers diskutiert. So bezeichnete der französische Wirtschaftsminister Arnaud Montebourg Weidmann und Wolfgang Schäuble 2014 als „Falken der Inflation“. Montebourg trat nach seinen Angriffen auf Schäuble und Weidmann aus der französischen Regierung zurück.

## Nebentätigkeiten in der Zeit als Bundesbankpräsident
Aus der Offenlegungspflicht der Mitglieder des EZB-Rats ging hervor, dass Weidmann Mitglied in mehreren Stiftungen und Verbänden war.
- Europäischer Ausschuss für Systemrisiken (ESRB), ex officio Mitglied
- Internationaler Währungsfonds, ex officio Mitglied
- Bank für Internationalen Zahlungsausgleich, ex officio Mitglied
- Financial Stability Board, ex officio Mitglied
- Stifterverband für die Deutsche Wissenschaft, ex officio Mitglied
- Deutsches Aktieninstitut, ex officio Mitglied im Vorstand und Präsidium
- House of Finance der Goethe University Frankfurt, Mitglied im Direktorium
- Stiftung Marktwirtschaft, Mitglied im Kuratorium
- Frankfurter Gesellschaft für Handel, Industrie und Wissenschaft, Mitglied
- Verein für Socialpolitik, Mitglied im Beirat

## Auszeichnungen
- 2012: Wirtschaftsförderer des Jahres im Rahmen des Wettbewerbs Großer Preis des Mittelstandes der Oskar-Patzelt-Stiftung
- 2012: Ludwig-Erhard-Preis für Wirtschaftspublizistik
- 2013: Ehrendiplom der HEC Paris[34]
- 2014: Wolfram-Engels-Preis der Stiftung Marktwirtschaft[35]
- 2014: Deutscher Mittelstandspreis
- 2015: Internationaler Preis der Friedrich-August-von-Hayek-Stiftung
- 2016: Medaille für besondere Verdienste um Bayern in einem Vereinten Europa
- 2018: Großes Goldenes Ehrenzeichen mit dem Stern für Verdienste um die Republik Österreich[36]
- 2018: Freiheitspreis der Medien (Kategorie: Wirtschaft und Finanzen) des Ludwig-Erhard-Gipfels[37]